# Mizerów (Karwina)
Mizerów (czes. Mizerov, niem. Miserau) – część miasta Karwina w kraju morawsko-śląskim, w powiecie Karwina w Czechach. Wraz z dzielnicami Frysztat, Granice i Nowe Miasto współtworzy gminę katastralną Karviná-město. W 2001 r. liczył 15624 mieszkańców, a w 2010 odnotowano 760 adresów.
Pierwsza wzmianka pochodzi z 1618. Mizerów był samodzielną wsią aż znalazł się w administracyjnych granicach Frysztatu, a wraz z nim wszedł w skład miasta Karwina w 1948.
Według austriackiego spisu ludności z 1910 roku Mizerów będący już częścią Frysztatu miał 93 mieszkańców, z czego 53 (57%) było polsko-, 36 (38,7%) niemiecko i 4 (4,3%) czeskojęzycznymi, 77 (82,8%) było katolikami, 11 (11,8%) ewangelikami a 5 (5,4%) wyznawcami judaizmu.